# Centralna Unia Emigrantów Politycznych z ZSRR
Centralna Unia Emigrantów Politycznych z ZSRR (ros. Центральное Объединение Политических Эмигрантов из СССР, COPE) – rosyjska organizacja emigracyjna w latach 50. i na pocz. lat 60. XX wieku.
Organizacja została utworzona w 1952 r. w Monachium przy wsparciu i pod całkowitą kontrolą amerykańskich służb specjalnych. Początkowo nosiła nazwę Centralna Unia Emigrantów Powojennych, co zmieniono na Politycznych w 1957 r. Na jej czele stanął G. Klimow. Struktury organizacji powstały w USA, Belgii, Francji i Austrii. Unia wydawała pismo "Свобода" i czasopismo literacko-polityczne "Мосты". Pod jej szyldem były pisane listy o charakterze antysowieckim, które następnie rozprowadzano wśród sowieckich żołnierzy stacjonujących w NRD i Austrii, a także rozrzucano z samolotów szpiegowskich na terytorium ZSRR. W 1953 r. przywódcy COPE utworzyli w Monachium szkołę propagandową, ale po roku została ona zamknięta. Istniał też tzw. Dom Przyjaźni, w którym prowadzono działalność samopomocową wśród emigrantów. Amerykański wywiad werbował z nich agentów dla działalności rozpoznawczo-dywersyjnej przeciwko ZSRR. W zamyśle Amerykanów organizacja miała przewodzić środowisku drugiej emigracji rosyjskiej i reprezentować jej interesy wobec Zachodu. Jednakże nie zdobyła sobie większej popularności wśród rosyjskich emigrantów. Na pocz. lat 60. COPE rozpadła się ze względu na wstrzymanie finansowania przez stronę amerykańską.